# Майер, Меган
Ме́ган Те́йлор Ма́йер (англ. Megan Taylor Meier; 6 ноября 1992 — 17 октября 2006) — американская школьница, покончившая жизнь самоубийством в результате травли в Интернете, организованной через виртуала, созданного Лори Дрю (англ. Lori Drew), матерью одной из школьных подруг Меган. Лори Дрю создала учётную запись в социальной сети MySpace под именем несуществующего 16-летнего парня Джоша Эванса (англ. Josh Evans). Аккаунтом пользовались несколько лиц, в том числе и сама Лори. «Джош Эванс» сначала признался в любви к Меган, через месяц прервал виртуальный роман, стал грубить и оскорблять и в конце концов послал Меган сообщение, что мир без неё стал бы лучше. Меган этого не выдержала и повесилась.
Лори Дрю была арестована. Американской федеральной судебной системе впервые пришлось рассмотреть дело о травле в Интернете. 26 ноября 2008 года суд присяжных вынес обвинительный приговор по статье о несанкционированном доступе к компьютерам. 2 июля 2009 года федеральный судья Джордж Ву (англ. George Wu) отменил обвинительный приговор.
Самоубийство Меган Майер вызвало большой резонанс в американском обществе, а судебный процесс над Дрю — среди американских правозащитников.

## Биография
Меган Майер родилась 6 ноября 1992 года в семье Кристины («Тины») и Рональда Майер. 31 мая 1996 года у Меган родилась младшая сестра Эллисон. Девочки хотели завести собаку, но Тина не разрешала делать это. Однако когда семья увидела шестимесячного щенка породы чихуахуа, который весил всего 4,5 фунта, было принято решение забрать его. Ему дали имя «Барри Уайт» (англ. Barry White). Барри любил прятаться под одеялом Меган и спать с ней.
Майер нравилось краситься (напр., использовать блестящий блеск для губ и наносить черную подводку для глаз), ходить по магазинам с друзьями и красить ногти в черный и белый горошек. Также девушка любила смотреть фильмы в жанре хоррор и программы на канале MTV, увлекалась лодочным спортом и обожала животных, в особенности собак.
Майер часто слушала музыку. Одними из её любимых песне были «Pop, Lock & Drop It» американского репера Хьюи и «Come Back to Me» американской певицы Ванессы Хадженс. Также она слушала таких певцов, как Ашер, Трей Сонгз, Soulja Boy, Panic! At the Disco, Bow Wow, Фантазия Баррино и Лил Джон. 
В третьем классе Майер начала задумываться о самоубийстве. Она сообщила об этом своей семье, и с тех пор Майер начала посещать психиатра. Ей был поставлен диагноз — большое депрессивное расстройство и СДВГ. Принимала антидепрессанты и антипсихотики (зипрасидон, циталопрам, метилфенидат). С раннего детства очень болезненно относилась к своей внешности, особенно к весу.
Майер носила брекеты и страдала от излишнего веса, от которого она пыталась избавиться. До восьмого класса девушка училась в школе округа Зумвальт. Причиной смены школы стало то, что кто-то в школе начал дразнить Майер за лишний вес. Майер была переведена в частную католическую школу Непорочного Зачатия, которая находилась в Дарденн-Прери. В этой школе была обязательная школьная форма и запрещена косметика. В школе Майер занималась волейболом.
Майер и Сара Дрю (англ. Sarah Drew) жили на одной улице в городке Дарденн-Прери, пригороде Сент-Луиса. Девочки ходили в одну школу и дружили. По какой-то причине Меган и Сара поссорились, и когда в августе 2006 года Меган перешла в католическую школу, она объявила Саре, что не хочет больше дружить.
13 сентября 2006 года Меган зарегистрировала аккаунт на MySpace, чтобы общаться с новыми школьными знакомыми.

## Меган и «Джош»
Лори Дрю, мать Сары, создала аккаунт на MySpace на имя юноши Джоша Эванса, чтобы определить, сплетничает ли Меган о Саре. Лори писала от имени Джоша втроём с 13-летней Сарой и со своей молодой подчинённой на работе Эшли Гриллс (англ. Ashley Grills). Их виртуальный Джош был красивым высоким голубоглазым 16-летним брюнетом из соседнего города О’Фэллон, который хотел бы познакомиться с брюнеткой, причём неважно какого веса. У «Джоша» не было телефона, и он мог общаться только через Интернет. В середине сентября «Джош» послал сообщение Меган, и она добавила его в список друзей. Следующий месяц Меган и «Джош» занимались онлайн-флиртом.
Лори, Эшли и Сара рассказали о «Джоше» ещё одному человеку: соседке-школьнице по имени Мишель. 15 октября Мишель от имени Джоша написала Меган, что «ему» сказали, что Меган плохо относится к своим друзьям и что «он» больше не хочет с ней дружить. 16 октября между Меган и кем-то от имени Джоша разожглась настоящая ссора. Тем временем пользователи MySpace из списка друзей «Джоша» выступили в его поддержку и начали травлю, посылая Меган матерные оскорбления, в том числе и о её весе. После того как «Джош» написал Меган, что «ты дерьмовый человек, и мир был бы лучше, если бы тебя в нем не было», Меган повесилась во встроенном шкафу. Родители нашли её 20 минут спустя.

## Расследование и суд
Родители Меган знали, что к самоубийству привела ссора на MySpace. Через полтора месяца знакомая Лори сообщила Майерам, что Джош был виртуалом и что его создала Лори Дрю.
История попала в газеты только через год, в ноябре 2007 года, поскольку ФБР попросило Майеров не разговаривать с журналистами, чтобы не спугнуть Лори Дрю и Эшли Гриллс во время расследования.
Местный прокурор отказался предъявлять обвинения, поскольку действия Лори не нарушали существующее законодательство. Окружной совет принял новый закон, согласно которому компьютерное домогательство стало проступком, наказуемым лишением свободы на срок до 90 суток. В июне 2008 года губернатор штата Миссури подписал еще более строгий закон: компьютерное домогательство лица старше 21 года к лицу моложе 18 лет стало уголовным преступлением, наказуемым лишением свободы до четырёх лет. Однако обратной силы законы не имеют.
Федеральная прокуратура решила предъявить обвинение в Лос-Анджелесе, по расположению штаб-квартиры MySpace. Эшли Гриллс согласилась давать показания против Лори Дрю в обмен на освобождение от преследования.
По решению суда присяжных Лори Дрю было предъявлено одно обвинение в уголовном заговоре и три обвинения в несанкционированном доступе к компьютерам. Под несанкционированным доступом имелось в виду нарушение пользовательского соглашения MySpace (аккаунты-виртуалы на MySpace запрещены). Эта необычная трактовка закона о компьютерном мошенничестве и злоупотреблении вызвала резкую отрицательную реакцию у американских правозащитников. Electronic Frontier Foundation, Public Citizen, Center for Democracy and Technology и 14 профессоров юридических факультетов заявили, что такая трактовка противоречит Первой поправке к Конституции США, приведет к ограничению свободы слова в интернете и означает, что за совершенно невинные и повседневные действия (нарушения пользовательского соглашения любого сайта) пользователи интернета теперь будут нести уголовную ответственность.
28 ноября 2008 года коллегия присяжных вынесла вердикт. Присяжные не смогли прийти к решению по обвинению в заговоре. По оставшимся обвинениям присяжные решили, что Лори Дрю виновна в несанкционированном доступе к компьютерам, но её действия являлись проступком, а не преступлением.
2 июля 2009 года федеральный судья Джордж Ву отменил вердикт присяжных, решив, что федеральный закон запрещает несанкционированный доступ и мошенничество, но не запрещает нарушение компьютерных пользовательских соглашений.